# Быстров, Василий Александрович
Василий Александрович Быстров (1922—1993) — старшина Советской Армии, участник Великой Отечественной войны, Герой Советского Союза (1945).

## Биография
Василий Быстров родился 6 июня 1922 года в селе Загайново (ныне — Тальменский район Алтайского края) в крестьянской семье. Окончил Барнаульский сельскохозяйственный техникум. В январе 1941 года он был призван на службу в Рабоче-крестьянскую Красную Армию и направлен на учёбу в авиационную школу. После начала Великой Отечественной войны в связи с трудной обстановкой на фронте курсант Быстров был направлен на переподготовку и стал артиллеристом. С сентября 1942 года — на фронтах Великой Отечественной войны, был наводчиком, затем командиром противотанкового орудия. Принимал участие в Сталинградской битве. Во время битвы за Днепр получил ранение, но не покинул поля боя, за что был награждён медалью «За отвагу». После выписки из госпиталя Быстров был зачислен в военную разведку, неоднократно ходил во вражеский тыл, добывал ценные сведения и «языков». К январю 1945 года гвардии старшина Василий Быстров командовал отделением разведки 236-го гвардейского стрелкового полка 74-й гвардейской стрелковой дивизии 8-й гвардейской армии 1-го Белорусского фронта. Отличился во время освобождения Познани.
30 января 1945 года Быстров во главе группы разведчиков под покровом ночной темноты пробрался в тыл немецких войск и атаковал их. В бою 6 немецких солдат были взяты в плен и ещё несколько уничтожены лично Быстровым. 2 февраля, участвуя в штурме дома, превращённого в укреплённый пункт обороны, первым из атакующих ворвался туда и уничтожил автоматным огнём и гранатами 9 немецких солдат и 2 пулемёта. Всего же в боях за Познань Быстровым было уничтожено более 30 вражеских солдат и офицеров, 4 пулемёта и 17 немецких солдат и офицеров было взято им в плен.
Указом Президиума Верховного Совета СССР от 6 апреля 1945 года за «образцовое выполнение заданий командования и проявленные мужество и героизм в боях с немецкими захватчиками» гвардии старшина Василий Быстров был удостоен высокого звания Героя Советского Союза с вручением ордена Ленина и медали «Золотая Звезда» за номером 6850.
В 1945 году вступил в ВКП(б). В 1946 году Быстров был демобилизован, после чего вернулся на родину, работал инструктором Тальменского районного исполкома ВКП(б). В 1950 году он окончил Барнаульский педагогический институт, после чего по настоянию врачей переехал в Крым, где последующие 10 лет проработал директором средней школы. В 1961 году Быстров вернулся в Алтайский край, где был инспектором краевого отдела народного образования, затем учителем в одной из барнаульских школ. Скончался 15 ноября 1993 года.
Был также награждён орденом Отечественной войны 1-й степени и рядом медалей. В посёлке Тальменка установлен бюст Быстрова.